# Santa Croya de Tera
Santa Croya de Tera é um município da Espanha na província de Zamora, comunidade autónoma de Castela e Leão, de área 21,00 km² com população de 405 habitantes (2007) e densidade populacional de 20,10 hab/km².

## Demografia
| Variação demográfica do município entre 1991 e 2004 | Variação demográfica do município entre 1991 e 2004 | Variação demográfica do município entre 1991 e 2004 | Variação demográfica do município entre 1991 e 2004 |
| --------------------------------------------------- | --------------------------------------------------- | --------------------------------------------------- | --------------------------------------------------- |
| 1991                                                | 1996                                                | 2001                                                | 2004                                                |
| 573                                                 | 511                                                 | 461                                                 | 422                                                 |